# スタッド・ローラン・ギャロス
座標: 北緯48度50分52.1秒 東経2度15分2.5秒 / 北緯48.847806度 東経2.250694度
スタッド・ローラン・ギャロス（Stade Roland Garros）は、フランス・パリ16区・ブローニュの森にあるテニス競技場。

## 解説
本競技場は、毎年5月から6月にかけて開催されるテニスのグランドスラム大会（4大大会）の1つ、全仏オープンの会場である。全仏オープンはグランドスラム大会で唯一、クレー（赤土＝レンガの粉）コートを採用している。名称のローラン・ギャロスは世界で初めて地中海横断飛行に成功した、フランスの英雄的パイロットの名前に由来し、大会自体もまた「ローラン・ギャロス・トーナメント」（Le Tournoi de Roland Garros）と呼称されることがある。
センターコートは収容人数約1万5千人でシングルスの決勝が行われるほか、1928年にはインターナショナルローンテニスチャレンジが行われた。テニス以外にもパデルのプレミアパデルメジャーが行われている他、2023年のRed Bull BC One決勝が行われた。1980年に建設された3,800人収容の1番コートは2019年大会終了後に解体された。
2024年のパリオリンピックでは、テニス競技およびボクシング競技の会場として使用された。

## 主なコート
- コート・フィリップ・シャトリエ（フランス語版）（収容人数：14,929人[6]）
- コート・スザンヌ・ランラン（フランス語版）（収容人数：9,829人[6]）
- コート・シモーヌ・マチュー（フランス語版）（収容人数：5,264人[6]）
- コート・14番（収容人数：2,200人[6]）

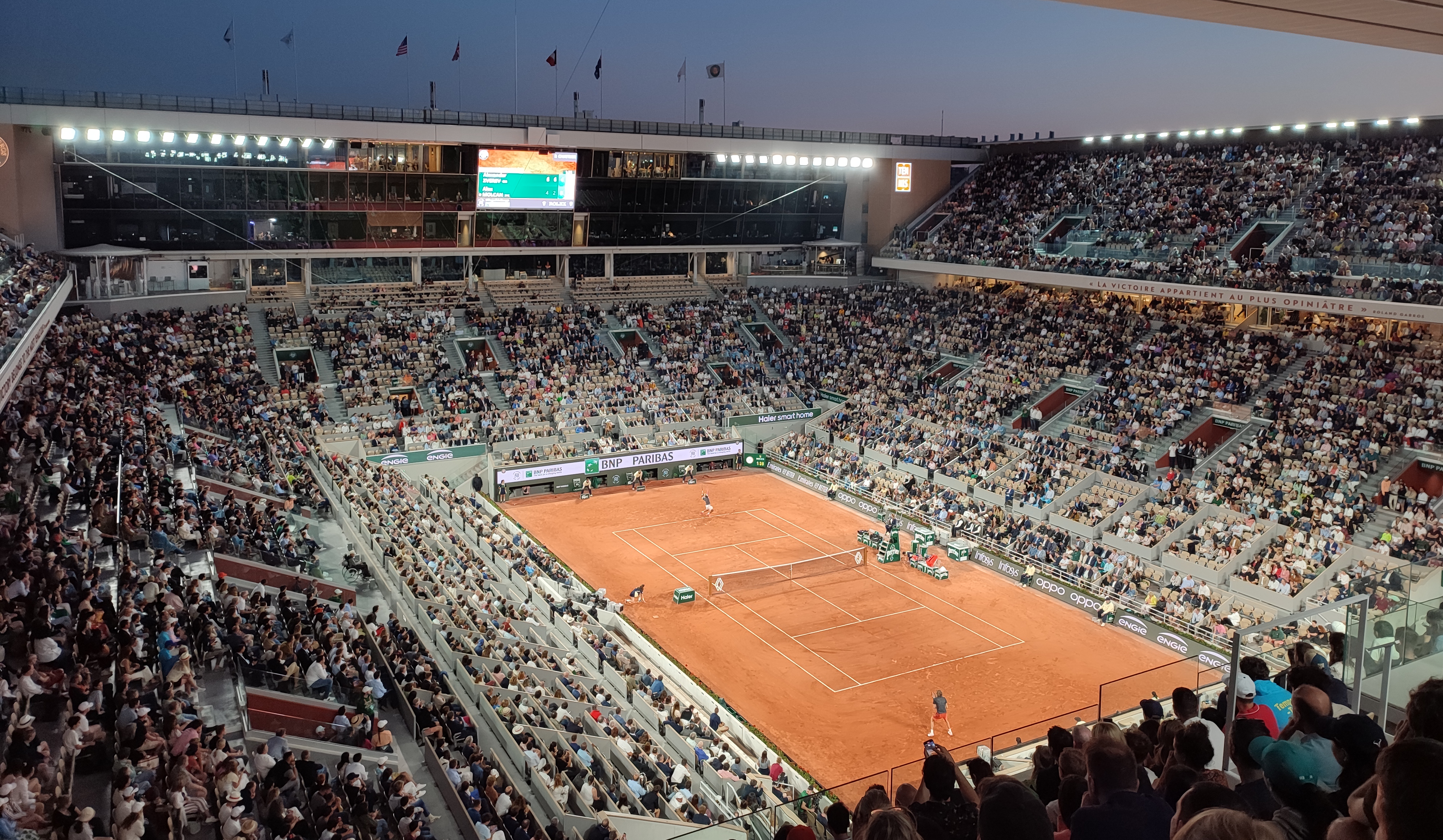
コート・フィリップ・シャトリエ
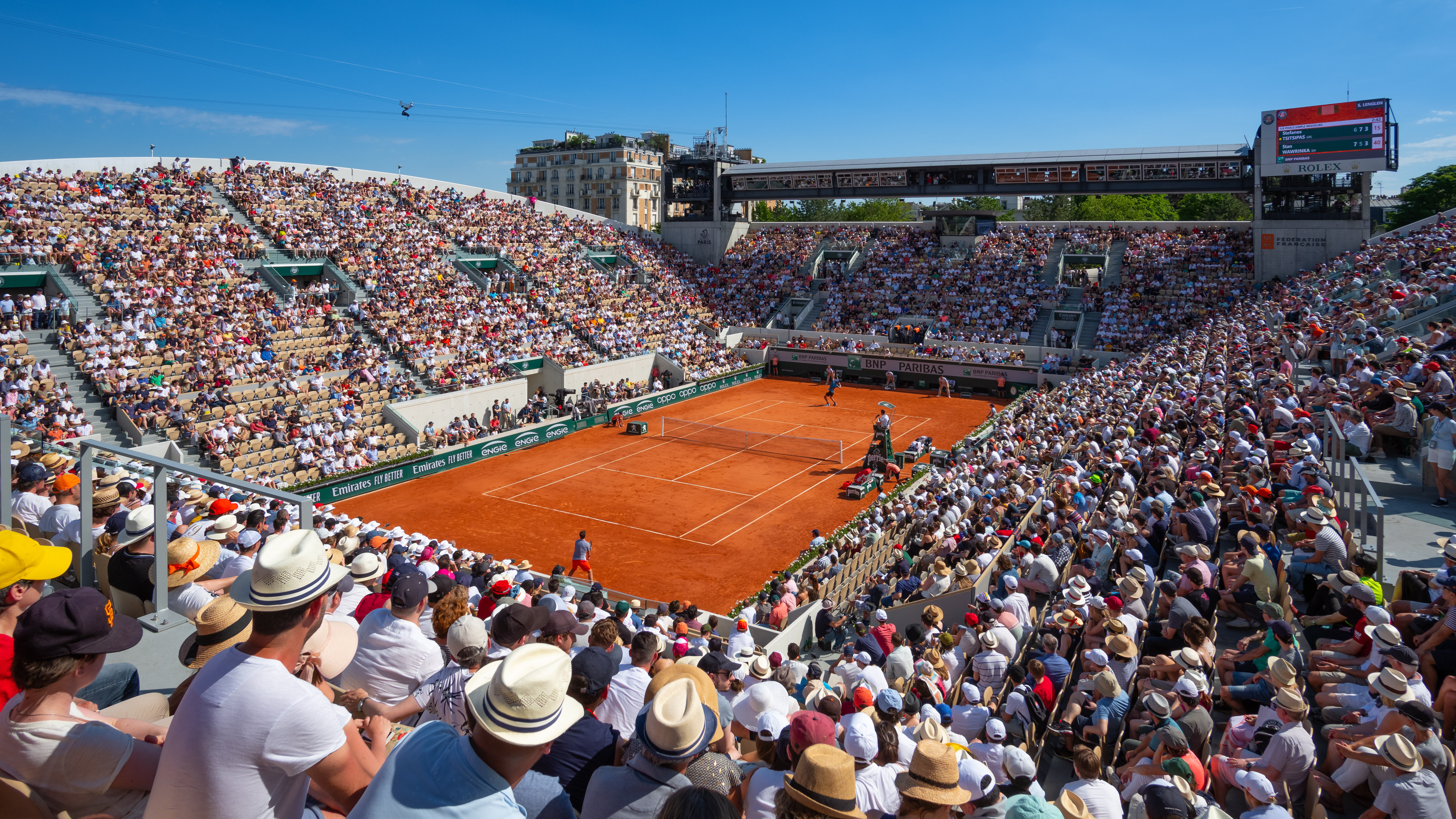
コート・スザンヌ・ランラン
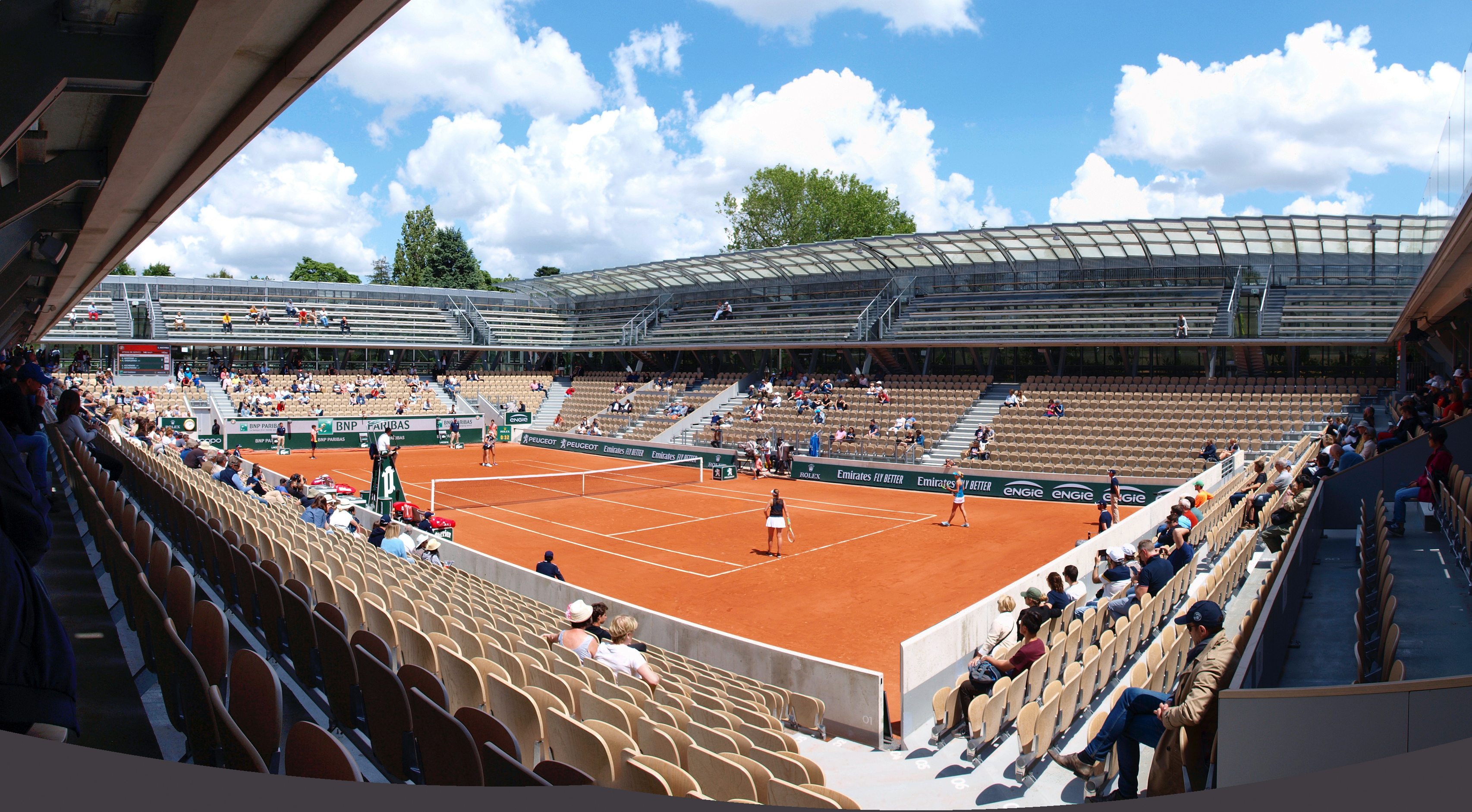
コート・シモーヌ・マチュー